# HIP 85605
HIP 85605 — звезда в северном созвездии Геркулеса. Звезда имеет видимую звёздную величину 11.03m. Из измерений параллакса известно, что звезда удалена примерно на 1790 световых лет (549 пк) от Солнца. Звезда наблюдается севернее 66° ю.ш., т.е. практически на всей территории обитаемой Земли, за исключением приполярных областей Антарктиды. Лучшее время наблюдения — май.

## Свойства звезды
Когда-то считалось, что эта звезда является красным карликом спектрального класса М или К, лежащим на главной последовательности. Расстояние до звезды оценивалось 18–28 световых лет (5,6–8,5 пк) от Солнца и, возможно, что звезда была компаньоном более яркой звезды HIP 85607. Но теперь эти звезды известны как оптически-двойные звёзды. (HIP 85605 находится на расстоянии 1790 ± 30 световых лет, а HIP 85607 - на расстоянии 1323 ± 13 световых лет).
HIP 85605 —  карликовая звезда, чьи масса и радиус неизвестны. Спектральный класс звезды — K4V возможно, неверен, и звезда, скорее всего, является красным карликом спектрального класса M, на что указывает незначительная яркость звезды, которая, скорее всего, составляет доли процента от светимости нашего Солнца. Также можно уверенно утверждать, что водород в ядре звезды служит ядерным «топливом», то есть звезда находится на главной последовательности. Звезда излучает энергию со своей внешней атмосферы при эффективной температуре около 4700 К, что придаёт ей характерный красный оттенок и делает её мощным источником инфракрасного излучения. 
Для того чтобы планета, аналогичная нашей Земле, получала примерно столько же энергии, сколько она получает от Солнца, её надо было бы поместить на расстоянии 0,03 а.е. (т.е. в 10 ближе Меркурия, чей радиус орбиты равен 0,39 а.е.). 

## Ошибка определения параллакса
Первоначальное измерение параллакса , полученное во время миссии Hipparcos, в 1997 году составило 202 мсд, что соответствовало расстоянию 16,1 световых лет. В 2007 году Ван Левен (англ. van Leeuwen) пересмотрел это число до 147 мсд, или 22,2 световых лет. В этом случае HIP 85605 вряд ли будет одной из 100 ближайших к Солнцу звездных систем. В 2014 году было подсчитано, что HIP 85605 может приблизиться к Солнцу на расстояние от 0,13 до 0,65 световых лет (от 0,04 до 0,2 пк) в пределах от 240 000 до 470 000 лет, в предположении, что эти измерения параллакса и расстояния до объекта были правильными. В этом случае гравитационное влияние звезды могло бы нарушить орбиты комет в облаке Оорта и заставить некоторые из них войти во внутренне области Солнечной системы.
После того, как вышел Второй набор данных от космического телескопа Gaia (Gaia DR2), было определено, что HIP 85605 на самом деле намного дальше, на расстоянии 1790 ± 30 световых лет, и поэтому звезда не будет проходить вблизи от Солнца в любой момент времени.

### Комментарии
1. ↑  Расстояние рассчитано по приведённому значению параллакса
2. ↑  Оптический спутник HIP 85607 может быть оранжевым гигантом спектрального класса K0III, лежащим на расстоянии  ~1200 св. лет световых лет от Солнца на основе его небольшого параллакса — 2.72 мсд[4]
3. ↑  Из закона смещения Вина, энергия излучения абсолютно чёрного тела максимальна при данной температуре на длине волны λb = (2,898⋅106 нм•К)/(4700 К) ≈ 633,1 нм, которая лежит в ближней инфракрасной части электромагнитного спектра